# Phaethornis pretrei
Phaethornis pretrei là một loài chim trong họ Trochilidae.